# Grand Prix automobile d'Afrique du Sud 1993
GP précédent GP suivant
Le Grand Prix automobile d'Afrique du Sud 1993 (Panasonic South African Grand Prix), disputé le 14 mars 1993 sur le circuit du Kyalami près de Johannesburg, est la 533e épreuve du championnat du monde de Formule 1 courue depuis 1950. Il s'agit de la vingt-troisième édition du Grand Prix d'Afrique du Sud comptant pour le championnat du monde de Formule 1, la vingtième disputé à Kyalami et la première manche du championnat 1993.

## Classement
| Pos. | No | Pilote               | Écurie                | Tours | Temps/Abandon                      | Grille | Points |
| ---- | -- | -------------------- | --------------------- | ----- | ---------------------------------- | ------ | ------ |
| 1    | 2  | Alain Prost          | Williams-Renault      | 72    | 1 h 38 min 45 s 082 (186,403 km/h) | 1      | 10     |
| 2    | 8  | Ayrton Senna         | McLaren-Ford          | 72    | + 1 min 19 s 824                   | 2      | 6      |
| 3    | 26 | Mark Blundell        | Ligier-Renault        | 71    | + 1 tour                           | 8      | 4      |
| 4    | 23 | Christian Fittipaldi | Minardi-Ford          | 71    | + 1 tour                           | 13     | 3      |
| 5    | 30 | Jyrki Järvilehto     | Sauber-Ilmor          | 70    | + 2 tours                          | 6      | 2      |
| 6    | 28 | Gerhard Berger       | Ferrari               | 69    | Moteur                             | 15     | 1      |
| 7    | 9  | Derek Warwick        | Footwork-Mugen-Honda  | 69    | Sortie de piste                    | 22     |        |
| Abd. | 25 | Martin Brundle       | Ligier-Renault        | 57    | Sortie de piste                    | 12     |        |
| Abd. | 21 | Michele Alboreto     | BMS Lola-Ferrari      | 55    | Moteur                             | 25     |        |
| Abd. | 20 | Érik Comas           | Larrousse-Lamborghini | 51    | Fuite d'huile                      | 19     |        |
| Abd. | 6  | Riccardo Patrese     | Benetton-Ford         | 46    | Sortie de piste                    | 7      |        |
| Abd. | 5  | Michael Schumacher   | Benetton-Ford         | 39    | Sortie de piste                    | 3      |        |
| Abd. | 12 | Johnny Herbert       | Lotus-Ford            | 38    | Pression d'essence                 | 17     |        |
| Abd. | 29 | Karl Wendlinger      | Sauber-Ilmor          | 33    | Panne électrique                   | 10     |        |
| Abd. | 14 | Rubens Barrichello   | Jordan-Hart           | 31    | Boîte de vitesses                  | 14     |        |
| Abd. | 27 | Jean Alesi           | Ferrari               | 30    | Panne hydraulique                  | 5      |        |
| Abd. | 19 | Philippe Alliot      | Larrousse-Lamborghini | 27    | Sortie de piste                    | 11     |        |
| Abd. | 24 | Fabrizio Barbazza    | Minardi-Ford          | 21    | Collision                          | 24     |        |
| Abd. | 10 | Aguri Suzuki         | Footwork-Mugen-Honda  | 21    | Collision                          | 20     |        |
| Abd. | 22 | Luca Badoer          | BMS Lola-Ferrari      | 20    | Boîte de vitesses                  | 26     |        |
| Abd. | 0  | Damon Hill           | Williams-Renault      | 16    | Collision                          | 4      |        |
| Abd. | 11 | Alessandro Zanardi   | Lotus-Ford            | 16    | Collision                          | 16     |        |
| Abd. | 7  | Michael Andretti     | McLaren-Ford          | 4     | Collision                          | 9      |        |
| Abd. | 15 | Ivan Capelli         | Jordan-Hart           | 2     | Accident                           | 18     |        |
| Abd. | 3  | Ukyo Katayama        | Tyrrell-Yamaha        | 1     | Transmission                       | 21     |        |
| Abd. | 4  | Andrea De Cesaris    | Tyrrell-Yamaha        | 0     | Transmission                       | 23     |        |
| Np.  | 16 | Jean-Marc Gounon     | March-Ilmor           |       | Retrait de l'écurie                |        |        |
| Np.  | 17 | Jan Lammers          | March-Ilmor           |       | Retrait de l'écurie                |        |        |

## Pole position et record du tour
- Pole position : Alain Prost en 1 min 15 s 696 (vitesse moyenne : 202,647 km/h).
- Meilleur tour en course : Alain Prost en 1 min 19 s 492 au 40e tour (vitesse moyenne : 192,970 km/h).

## Tours en tête
- Ayrton Senna : 23 (1-23)
- Alain Prost : 49 (24-72)

## Statistiques
- 45e victoire pour Alain Prost.
- 62e victoire pour Williams en tant que constructeur.
- 42e victoire pour Renault en tant que motoriste.
- 1er podium pour Mark Blundell.
- 1er Grand Prix pour Rubens Barrichello.
- 1er Grand Prix pour Luca Badoer.
- 1er Grand Prix et 1ers points pour l'écurie Sauber.
- Seules cinq voitures ont rallié le drapeau à damiers, présenté sous un violent orage qui avait éclaté quelques instants plus tôt.
- Dernier Grand Prix d'Afrique du Sud, écarté du calendrier au profit du Grand Prix du Pacifique.
- Dernier engagement de l'écurie March Engineering en championnat du monde.